# Uranio Fontana
Uranio Fontana (Iseo, novembre 1815 – Parigi, 1881) è stato un compositore italiano.
Fu anche uno stimato maestro di canto, tra le sue allieve ebbe il celebre soprano Sofia Cruvelli..

## Biografia
Studiò al Conservatorio di Milano. Il primo lavoro che lo fece conoscere fu un'opera semiseria, Isabella di Lara, rappresentata a Roma nel 1837. Durante un viaggio a Parigi scrisse per il Théâtre de la Renaissance Zingaro, opera in due atti. Lo stesso anno si recò in Grecia, con il titolo di direttore musicale del Teatro Italiano di Atene, ma lasciò presto l'incarico e nel 1841 tornò in Italia. L'anno seguente fece rappresentare a Padova l'opera Giulio d'Este. Nel 1847 al Teatro Carcano di Milano venne rappresentata l'opera I Baccanti.
Si trasferì a Parigi nel 1848. Il 31 dicembre 1853, al Théâtre Lyrique, andò in scena Élisabeth ou La fille du proscrit, un rifacimento dell'opera di Gaetano Donizetti Otto mesi in due ore, basato su una versione che Donizetti intendeva rappresentare a Parigi ma che non venne mai eseguita. Il 1º novembre 1856 fu nominato professore al conservatorio di Parigi, posizione che mantenne fino al 1865..

## Opere
- Isabella di Lara, Roma, Teatro Valle, 1837
- Zingaro, opera in un prologo e due atti, libretto di Thomas Sauvage, Parigi, Théâtre de la Renaissance, 29 febbraio 1840 (libretto)
- Giulio d'Este, Padova, Teatro Nuovo, 1842
- I baccanti, dramma lirico in tre atti, libretto di Giacomo Sacchero, Milano, Teatro Carcano, 1847
- Élisabeth ou La fille du proscrit, Parigi, Théâtre Lyrique, 31 dicembre 1853 (rifacimento di Otto mesi in due ore di Gaetano Donizetti) (libretto)